# Tusayan Museum
Le Tusayan Museum est un musée archéologique américain dans le comté de Coconino, en Arizona. Situé à proximité des Tusayan Ruins, des ruines anasazies au sein du parc national du Grand Canyon, il a ouvert en 1932.